# Komorowští
Komorowští (polsky Komorowski, mn. č. Komorowscy) je jméno polsko-litevského šlechtického rodu.
Kromě hrabat Komorowských z rozrodu Korczaků (legitimizovaný v roce 1782) byla také linie hrabat Komorowských z rozrodu Ciołků (legitimizovaný v roce 1823).

## Dějiny rodu

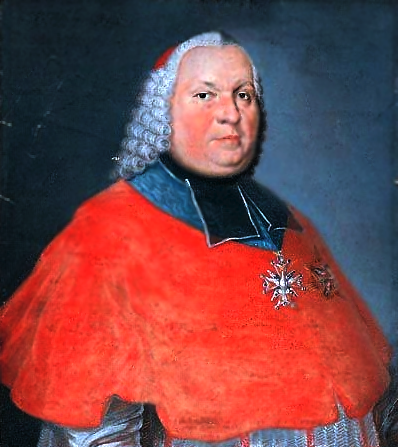
Adam Ignác Komorowský, polský duchovní, Primas Regni Poloniae

Rod měla své původní sídlo v Bělském knížectví oblasti dnešního Żywieckého okresu, který od roku 1804 patřil k Haličskému království v rámci Habsburské monarchie. Za druhé světové války přišli o veškerý majetek.

## Význační členové rodu
Mezi význačné osobnosti rodu patřil např. hrabě generál Tadeusz Komorowski, vůdce varšavského povstání a od roku 1947 do roku 1949 předseda vlády polské exilové vlády, či bývalý polský prezident Bronisław Komorowski.
- Adam Ignác Komorowský (1699-1759), arcibiskup hnězdenský, Primas Polského království
- Anna Marie Komorowská, matka Mathilde d'Udekem d'Acoz (* 1973)
- Bronisław Komorowski (* 1952), polský prezident 2010–2015
- Helena Komorowská – druhá manželka Bohdana Chmelnického
- Maja Komorowska (* 1937), herečka
- Tadeusz Komorowski (1895-1966), vůdce varšavského povstání v roce 1944